# Eyre Creek (vattendrag i Australien)
Eyre Creek är ett vattendrag i Australien. Det ligger i delstaten Queensland, omkring 1 400 kilometer väster om delstatshuvudstaden Brisbane.
Omgivningarna runt Eyre Creek är i huvudsak ett öppet busklandskap. Trakten runt Eyre Creek är nära nog obefolkad, med mindre än två invånare per kvadratkilometer. Genomsnittlig årsnederbörd är 190 millimeter. Den regnigaste månaden är februari, med i genomsnitt 56 mm nederbörd, och den torraste är augusti, med 1 mm nederbörd.